# Michał Sędziwój
Mihail Sendivogius (/ˌsɛndɪˈvoʊdʒiəs/; în poloneză Michał Sędziwój; n. 2 februarie 1566, Łukowica⁠(d), Powiatul Limanowa, voievodatul Polonia Mică, Polonia – d. 1636, Kravaře⁠(d), Moravia-Silezia, Cehia) a fost un alchimist, filozof și medic polonez. A fost un pionier al chimiei, care a dezvoltat metode de purificare și creare a diverși acizi, metale și alți compuși chimici. El a descoperit că aerul nu este o singură substanță și conține o substanță dătătoare de viață - mai târziu numită oxigen - cu 170 de ani înainte de descoperirea elementului de către Carl Wilhelm Scheele. El a identificat corect această „hrană a vieții” cu gazul (sau oxigenul) degajat prin încălzirea nitratului (salpetrul). Această substanță, „nitratul central”, a avut o poziție centrală în schema universului a lui Sendivogius.

## Biografie

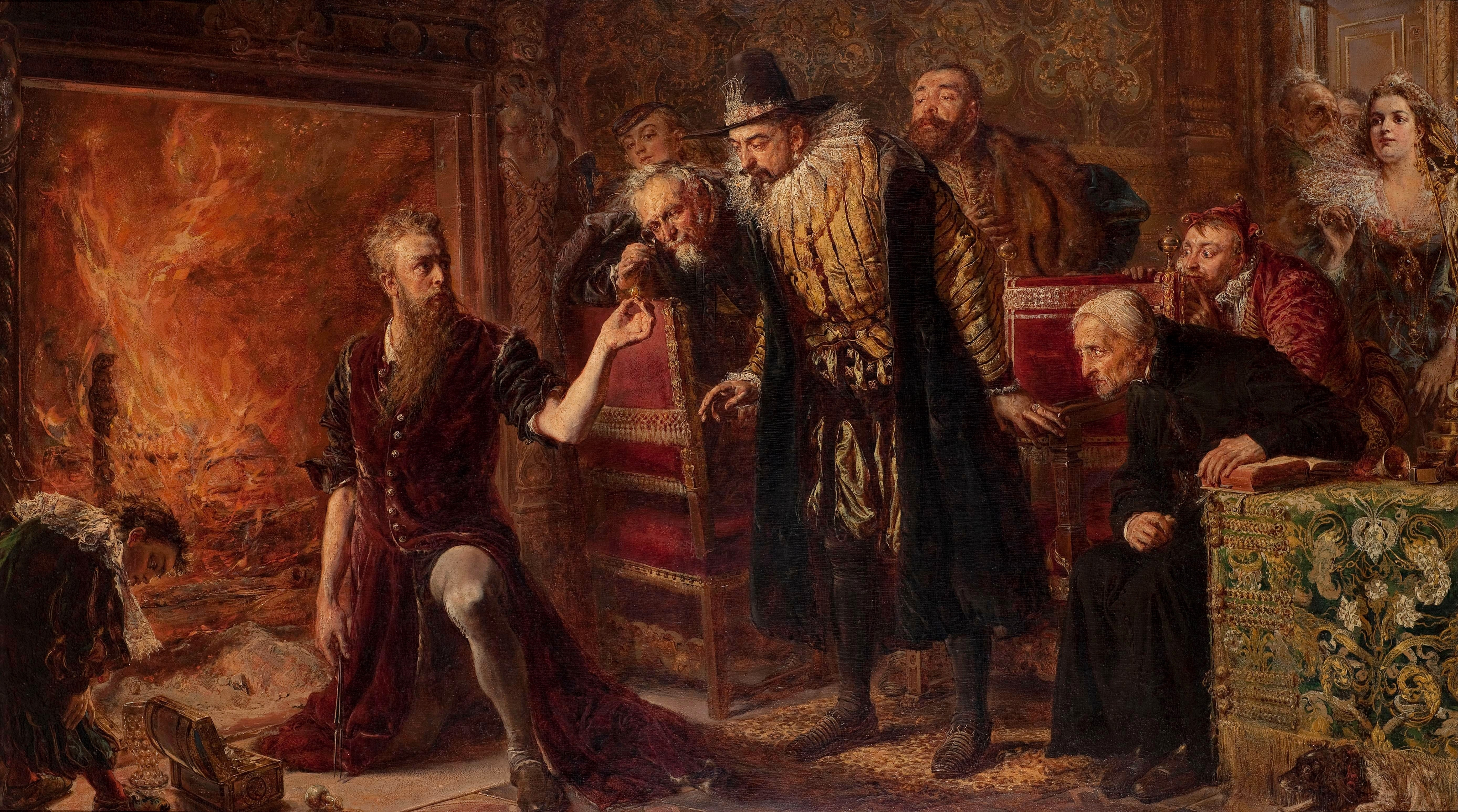
Alchimistul Sendivogius, demonstrând alchimia regelui Sigismund al III-lea al Poloniei, pictură de Jan Matejko (1867).

Se știu puține despre viața sa timpurie: s-a născut într-o familie nobilă care a făcut parte din clanul Ostoja. Tatăl său l-a trimis să studieze la Universitatea din Cracovia, dar Sendivogius a vizitat și majoritatea țărilor și universităților europene; a studiat la Viena, Altdorf, Leipzig și Cambridge. 
Printre cunoștințele sale s-au numărat John Dee și Edward Kelley. Datorită lui, regele Ștefan Báthory a acceptat să le finanțeze experimentele.
În anii 1590 a activat la Praga, la renumita curte deschisă a împăratului Rudolf al II-lea.

Ostoja

În Polonia a apărut la curtea regelui Sigismund al III-lea Vasa în jurul anului 1600 și a dobândit rapid o mare faimă, regele polonez fiind el însuși un pasionat de alchimie și chiar a condus experimente alături de Sendivogius. În castelul Wawel din Cracovia, camera în care au fost efectuate experimentele sale este încă intactă. Nobilii polonezi mai conservatori au ajuns curând să-l displacă pentru că l-a încurajat pe rege să cheltuiască sume uriașe de bani pe experimente chimice. Aspectele mai practice ale muncii sale în Polonia au implicat proiectarea de mine și turnătorii de metale. Contactele sale internaționale pe scară largă au condus la angajarea sa ca diplomat din aproximativ anul 1600.
În ultimii săi ani, Sendivogius (Sędziwój) a petrecut mai mult timp în Boemia și Moravia (acum în Republica Cehă), unde i-au fost acordate pământuri de către împăratul habsburgic. Aproape de sfârșitul vieții, s-a stabilit la Praga, la curtea lui Rudolf al II-lea, unde și-a câștigat și mai multă faimă ca proiectant de mine și turnătorii de metal. Cu toate acestea, Războiul de Treizeci de Ani din 1618-1648 a pus capăt efectiv epocii de aur a alchimiei: patronii bogați își cheltuiau acum banii pentru finanțarea războiului, mai degrabă decât pe speculații chimice, iar el a murit într-o relativă obscuritate.

## Lucrări
Daniel Stolcius în Viridarium Chymicum (1624) îl laudă pe Sendivogius ca fiind autorul a douăsprezece cărți. Cea mai faimoasă dintre acestea a fost „Noua lumină chimică”, publicată în 1604. Pe lângă o expunere relativ clară a teoriei sale cu privire la existența a ceea ce a numit„hrană a vieții” în aer, cărțile sale conțin diverse teorii științifice, pseudoștiințifice și filozofice. Cărțile sale au fost traduse în mod repetat și citite pe scară largă de cercetători precum Isaac Newton în secolul al XVIII-lea.  

## Sendivogius în ficțiune

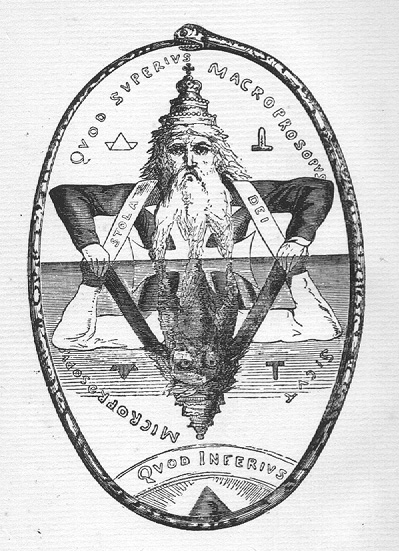
Ilustrație din cartea Sędziwój de Józef Bohdan Dziekoński, ediția din 1896

Prima apariție a acestui personaj în ficțiune a fost în cartea Sędziwoj din 1845 a lui Józef Bohdan Dziekoński⁠(pl)[traduceți], scriitor din perioada romantismului în Polonia.
La începutul anilor 2000, a apărut în mai multe cărți ale scriitorului polonez Andrzej Pilipiuk (Kuzynki 2003, Księżniczka 2004 și Dziedziczki 2005).
Sendivogius este și un personaj din romanul lui Gustav Meyrink (parte din Goldmachergeschichten, editura August Scherl, Berlin 1925), un autor german din Praga, Boemia, care a scris adesea despre alchimie și alchimiști.
Pictorul realist polonez din secolul al XIX-lea Jan Matejko l-a înfățișat pe Sendivogius demonstrând o transmutare a unui metal în aur în fața regelui Sigismund al III-lea Vasa.
El a fost, de asemenea, prezentat (ușor deghizat) ca Alchimistul Sendivogius într-un serial TV polonez, Alchemik Sendivius, în anii 1980. De asemenea a fost produs un film, Alchemik (1988, regia Jacek Koprowicz), cu Olgierd Łukaszewicz ca Sendivogius în ambele producții.

## Scrieri
- De Lapide Philosophorum Tractatus duodecim e naturae fonte et manuali experientia deprompti. 1604.
  - Cunoscută și sub denumirea de Novum Lumen Chymicum (Noua lumină chimică), primele ediții latine au fost publicate simultan la Praga și la Frankfurt.[14]
- Dialogus Mercuriii, Alchemistae et Naturae. Köln, 1607.
- Tractatus de sulphure altero naturae principio. Köln, 1616.